# Окуто
Окуто — верховое болото в центральной части острова Сахалин. Относится к территории Поронайского района Сахалинской области России.
Расположено на восточном берегу Поронайского залива Охотского моря. С юга к нему примыкает озеро Невское. Для болота характерны рядово-мочажинные комплексы с чёрными мочажинами «руоппо», здесь встречаются единичные мёрзлые бугры далеко за пределами южной границы распространения. Окуто очень сильно обводнено, это связано с опусканиями и поднятиями воды в море.
На болоте гнездятся и останавливаются во время перелёта водоплавающие птицы.